# Henricia spinulfera
Henricia spinulfera är en sjöstjärneart som först beskrevs av E.A. Smith 1876.  Henricia spinulfera ingår i släktet Henricia och familjen krullsjöstjärnor. Inga underarter finns listade i Catalogue of Life.